# 皇室追っかけ
皇室追っかけ（こうしつおっかけ）は日本で皇室専門に「追っかけ」をする者を指す。

## 概説
多くは女性であり、とりわけ専業主婦の割合が高いと言われている。主な活動内容は、天皇・皇族が各地に行幸、行啓やお成りする際、それを追って行き写真を撮影するなどである。中には女性週刊誌の記者と交友関係を持つ人もおり、記者は彼らから得られる情報を貴重なものと捉える傾向がある。これは皇族の私的な行事の大半が記者クラブで公開されないことにも起因している。
平成14年（2002年）11月に刊行された『愛子さま こっちをお向きになって…』は、追っかけ主婦が取り続けた写真を集めたものであり、皇室ジャーナリストの松崎敏彌が監修を務めた。著者であるこの主婦は愛子内親王の命名の儀が終わった平成13年（2001年）12月8日に東宮御所前「一番乗り」としてメディアから取材を受けている。
また「主婦が撮り続けた八年間」を副題にした『あこがれの雅子さま』も平成13年12月に刊行している。平成18年（2006年）3月の『週刊新潮』（3月26日号）では『雅子さま「追っかけ日誌」』と題して追っかけ主婦らに焦点を合わせ、追っかけ歴13年の人物に取材をしている。
これに対して「皇室追っかけ」とは多少趣を異にするが、生長の家、モラロジー研究所などが皇居の清掃奉仕を行うこともある。
皇室追っかけが注目されたのはごく最近であるが、皇族をタレントのように扱うこと自体は真新しいわけではない。戦前からして、雑誌に登場する女性皇族たちの盛装は、庶民に花やかな上流階級を垣間見させる羨望の的であった。昭和天皇の青年期には、人々が皇族アルバムを見ながら「誰がお妃に選ばれるのかしら」と噂しあった。戦後間もない時期には昭和天皇が平凡な受け答えをするとそれを新聞が取り上げ、一時は「あっ、そう」が流行したなどという事実も残っている。昭和63年（1988年）10月に発行された『天皇・皇室を知っていますか』（昭和時代研究会編、角川書店）では、「皇室ファン」という用語が現れ、天皇の血液型や身長・体重、足のサイズが網羅され、爪は誰が切るのか、テレビは何を見ているのか、個人が贈り物をすることは可能か否かなどを解説している。